# 奇异的性婚俗事件
《奇异的性婚俗》，是一本由书商编写、盗用河南人民出版社名义出版的一本非法淫秽书籍，1995年12月开始出现在北京等地的书摊上，此书发行至中国36个城市，共计62080册。
这本书引起了中国穆斯林强烈反应，新疆出现游行示威活动，引起中央的重视。中共中央办公厅、国务院办公厅专门就查处该书发出紧急通报，四天后该案的首犯被查处。1996年，出版该书的书商被河北省高级人民法院判決有罪確定（陈建国、王红有、刘金柱、张文声、古永民、何建平制作、贩卖淫秽物品案），这本书被鉴定为：“《奇异的性婚俗》出版物，系伤害信教群众的宗教感情和少数民族的风俗习惯的、淫秽的出版物。”